# Epiplema deolis
Epiplema deolis är en fjärilsart som beskrevs av William Schaus 1903. Epiplema deolis ingår i släktet Epiplema och familjen Uraniidae. Inga underarter finns listade i Catalogue of Life.